# Darjuš Lavrinovič
Darjuš Lavrinovič (Vilnius, 1º novembre 1979) è un ex cestista lituano.
Alto 212 cm per 110 kg di peso, gioca nel ruolo di centro.
È fratello gemello di Kšyštof Lavrinovič, anch'egli cestista.

## Carriera
Nel 1997 fa il suo esordio nella Lietuvos Krepšinio Lyga, massima serie del campionato lituano, con la divisa dell'Alytus Alita. Inattivo nelle stagioni 2000-2001 e 2001-2002, rimane all'Alytus fino al 2003, quando si trasferisce al più quotato Žalgiris: con i verdi di Kaunas vincerà due campionati nazionali e una Lega BBL. Nel 2006 va a giocare nella Superliga A russa, prima nell'UNICS Kazan' e poi, dal 2008, nella Dinamo Mosca.
Con la maglia della Nazionale lituana ha preso parte ai Campionati europeo dal 2005, arrivando alla medaglia d'argento nel 2013, mentre nel 2008 ha partecipato ai Giochi olimpici di Pechino.

## Statistiche

### Eurolega
| Anno      | Squadra         | PG  | PT | MP   | TC%  | 3P%  | TL%  | RP  | AP  | PRP | SP  | PP   |
| --------- | --------------- | --- | -- | ---- | ---- | ---- | ---- | --- | --- | --- | --- | ---- |
| 2003-2004 | Žalgiris Kaunas | 2   | 1  | 17,5 | 57,1 | 33,3 | 100  | 2,5 | 1,0 | 0,0 | 1,5 | 11,5 |
| 2004-2005 | Žalgiris Kaunas | 14  | 2  | 15,3 | 53,6 | 31,6 | 69,2 | 4,1 | 0,1 | 0,4 | 1,4 | 7,0  |
| 2005-2006 | Žalgiris Kaunas | 20  | 15 | 27,4 | 51,6 | 37,9 | 68,1 | 8,3 | 1,8 | 0,8 | 2,1 | 14,6 |
| 2009-2010 | Real Madrid     | 20  | 10 | 20,0 | 57,7 | 41,2 | 73,9 | 4,5 | 1,2 | 1,0 | 0,8 | 11,1 |
| 2010-2011 | Fenerbahçe      | 16  | 16 | 21,7 | 42,6 | 22,6 | 77,8 | 4,4 | 1,2 | 0,8 | 0,9 | 8,0  |
| 2011-2012 | CSKA Mosca      | 15  | 1  | 12,4 | 43,4 | 30,0 | 85,7 | 2,7 | 0,5 | 0,5 | 0,3 | 4,7  |
| 2012-2013 | Žalgiris Kaunas | 21  | 10 | 19,7 | 51,1 | 33,3 | 70,7 | 3,8 | 1,0 | 0,7 | 0,4 | 8,9  |
| 2013-2014 | Budivelnyk Kiev | 10  | 10 | 30,0 | 55,7 | 40,6 | 88,2 | 5,4 | 1,8 | 1,0 | 1,4 | 15,1 |
| Carriera  | Carriera        | 118 | 65 | 20,7 | 51,6 | 34,2 | 75,2 | 4,8 | 1,1 | 0,7 | 1,0 | 9,9  |

## Palmarès

### Squadra
- Campionato lituano: 3

Žalgiris Kaunas: 2003-04, 2004-05, 2012-13
- Campionato turco: 1

Fenerbahçe Ülker: 2010-11
- Campionato russo: 1

CSKA Mosca: 2011-12
- Campionato ucraino: 1

Budivelnyk Kiev: 2013-14
- Coppa di Turchia: 1

Fenerbahçe Ülker: 2010-11
- Lega Baltica: 1

Žalgiris Kaunas: 2004-05
- VTB United League: 1

CSKA Mosca: 2011-12
- Supercoppa italiana: 1

Pallacanestro Reggiana: 2015

### Individuale
- MVP Lega Baltica: 1

Žalgiris Kaunas: 2005-06
- All-Euroleague Second Team: 1

Žalgiris Kaunas: 2005-06
- All-Eurocup Second Team: 1

Basket Budivelnyk Kiev: 2013-14